# Alfa Romeo 430
L’Alfa Romeo 430 è stato un autocarro prodotto dall'Alfa Romeo dal 1942 al 1950.
Quando era a pieno carico, il veicolo pesava 5 t. All'inizio la produzione era focalizzata sulla fabbricazione di mezzi militari. Questi esemplari, che vennero utilizzati dal Regio Esercito nella seconda guerra mondiale, erano conosciuti con il nome Alfa Romeo 430 RE ed erano basati sul più grande Alfa Romeo 800, prodotto dal 1940 al 1943. Alcuni di questi autocarri furono convertiti in mezzi antiaerei che possedevano una mitragliera IF Scotti con calibro da 20 mm. Dopo la guerra, il modello venne prodotto sia come mezzo militare che come veicolo da trasporto civile. Entrambe le versioni vennero prodotte fino al 1950. Il modello era disponibile sia con semplice piano di carico scoperto oppure con motrice di autotreno.
All'apparenza, eccetto le dimensioni, richiama molto da vicino il modello precedente, eccetto per il paraurti in due sezioni. L'Alfa Romeo 430 era equipaggiato da un motore Diesel a quattro cilindri in linea da 5.816 cm³ di cilindrata. Questo propulsore erogava una potenza di 80 CV a 2.000 giri al minuto, che permetteva al mezzo di raggiungere la velocità massima di 65 km/h. L'autonomia era di 390 km.
Il corpo vettura era montato su un autotelaio. Il cambio, con riduttore intermedio, era a quattro rapporti. le sospensioni anteriori erano a ruote indipendenti con molle elicoidali ed ammortizzatori, a differenza di quelle posteriori che erano a balestra.
Dopo il secondo conflitto apparve una versione militare con portiere intere e una civile. La produzione si interruppe nel 1950. Un'ulteriore versione 4X4 militare, invece, non ebbe seguito.